# Kaninchenratten
Die Kaninchenratten (Reithrodon) sind eine in Südamerika lebende Nagetiergattung aus der Gruppe der Neuweltmäuse. Sie umfassen zwei Arten.
Diese Tiere erreichen eine Kopfrumpflänge von 13 bis 20 Zentimetern und eine Schwanzlänge von 9 bis 11 Zentimetern. Das Gewicht, soweit bekannt, beträgt 80 bis 100 Gramm. Das Fell ist an der Oberseite graubraun gefärbt, der Bauch ist weiß oder hellgrau. Der Schwanz ist relativ kurz, die Ohren sind groß und leicht nach hinten geneigt.
Kaninchenratten bewohnen das südliche Südamerika, sie leben in Süd-Brasilien, in Uruguay, Argentinien und Chile. Ihr Lebensraum sind Grasländer wie die Pampas, aber auch sandige Küstenabschnitte und Felder.
Sie können gut graben und errichten unterirdische Baue, manchmal übernehmen sie auch die von Gürteltieren oder anderen Tieren. Diese Baue erstrecken sich bis zu 2 Metern und haben Kammern mit bis zu 30 Zentimetern Durchmesser, in denen aus Gräsern ein Nest errichtet wird. Sie können sowohl einzelgängerisch als auch in Gruppen leben. Kaninchenratten sind vermutlich nachtaktiv und ernähren sich von Gräsern, Wurzeln und Knollen.
Mancherorts sind die Bestände wegen der intensiven landwirtschaftlichen Nutzung oder wegen der Konkurrenz durch eingeschleppte Hasen zurückgegangen, insgesamt sind die Tiere (die IUCN fasst beide Arten zusammen) aber nicht gefährdet.
Es werden zwei Arten, die manchmal aber auch zu einer Art zusammengefasst werden, unterschieden:
- Reithrodon auritus kommt in nahezu ganz Argentinien und den angrenzenden Regionen Chiles einschließlich der Insel Feuerland vor.
- Reithrodon typicus  lebt im äußersten Süden Brasiliens, in Uruguay und Ostargentinien.

Die Kaninchenratten bilden zusammen mit den Patagonischen Chinchillamäusen und der Anden-Sumpfratte den Tribus der Reithrodontini innerhalb der Sigmodontinae.